# Officier de police en France
Ne doit pas être confondu avec Officier de police judiciaire.
Pour les articles homonymes, voir Policier (homonymie).
Pour des articles plus généraux, voir Police nationale (France), Fonction publique française et Grades de la Police nationale.

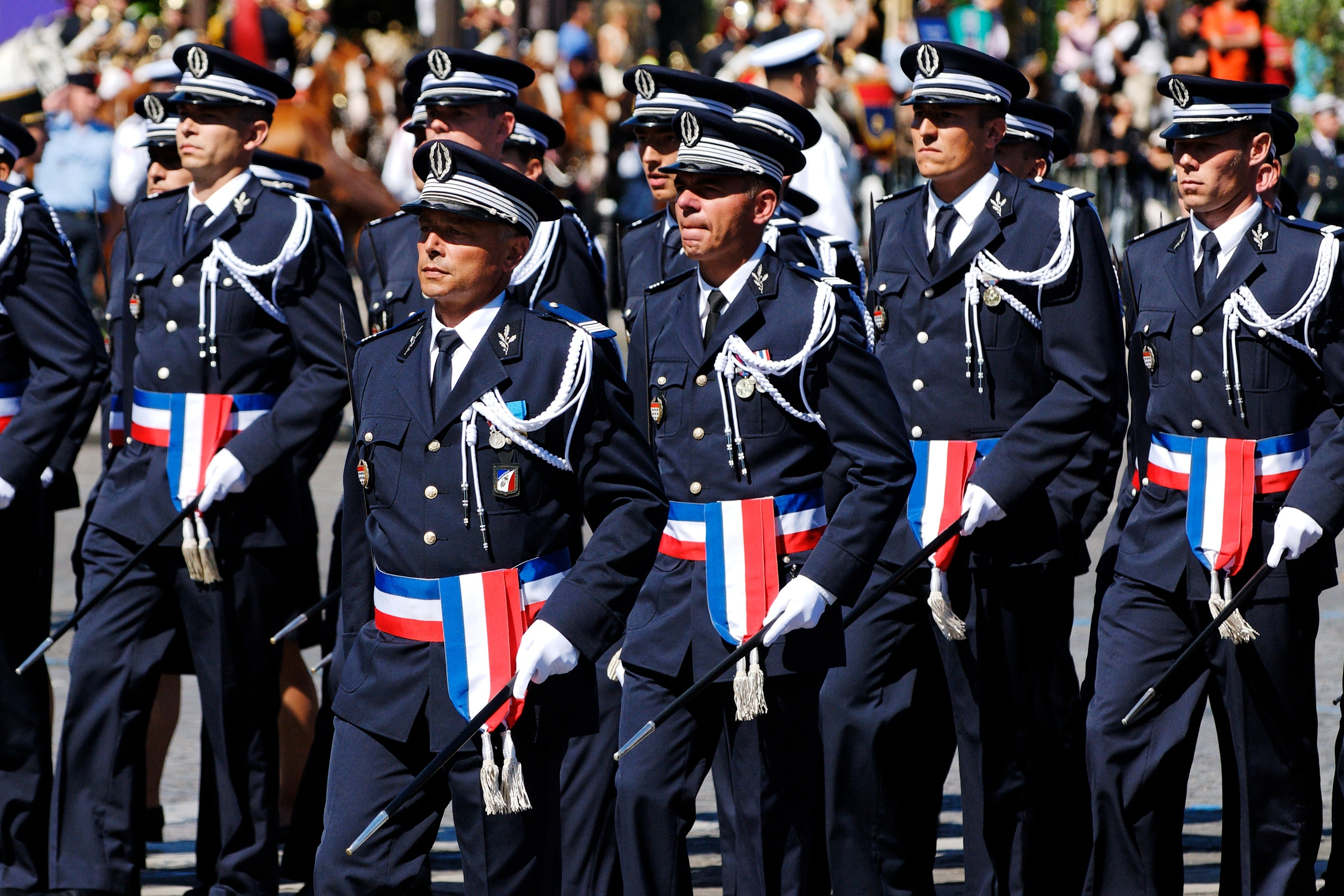
Lieutenants de police de la de l'École nationale supérieure des officiers de police, défilé du 14 juillet 2008 sur les Champs-Élysées, Paris.

Les officiers de police forment en France le corps de commandement de la police nationale. Leur statut est défini par le décret no 2005-716 du 29 juin 2005. Ils sont des cadres de catégorie A de la fonction publique depuis le 1er janvier 2006.  
Au moment de la création du corps, en 2006, il est la réunion de l'ancien corps des inspecteurs de police et de l'ancien corps des officiers de paix. A cette date, les inspecteurs représentaient un corps d'environ 18 000 agents et les officiers des paix étaient environ 1 800.     
En 2018, les effectifs budgétaires du corps des officiers de police étaient de 8 262 personnes, comptabilisés  pour les élections professionnelles du ministère de l'Intérieur s'étant déroulées entre le 30 novembre et le 6 décembre de cette année.   
En mars 2022, les effectifs retenus par le secrétariat général du ministère de l'Intérieur pour ce corps de fonctionnaires, à l'occasion des élections professionnelles prévues en décembre 2022, sont de 7 422 personnes réparties comme suit : environ 27 % de femmes et 73 % d'hommes.  

## Histoire

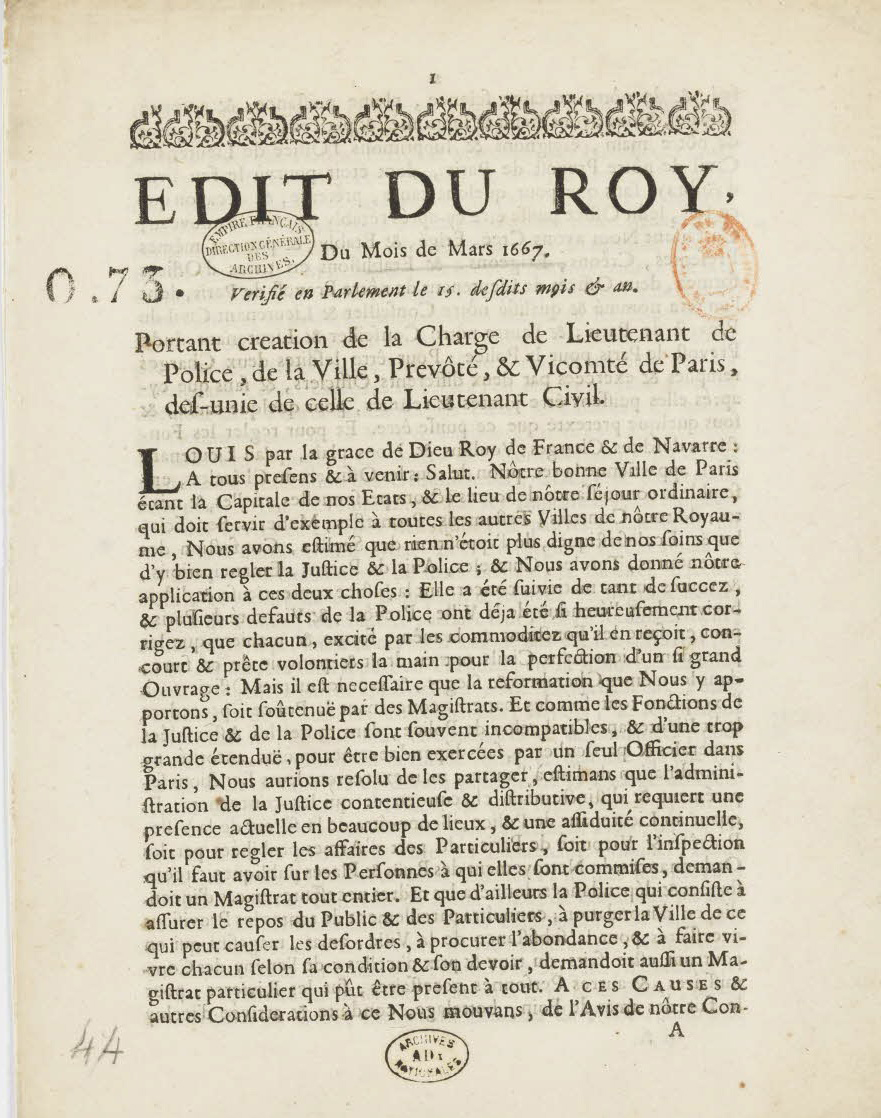
Édit imprimé portant création de la lieutenance générale de Police, donné à Saint-Germain-en-Laye par Louis XIV, 15 mars 1667. Archives nationales de France.

C'est Colbert qui, le 15 mars 1667, promulgue un édit créant la charge de « lieutenance général de police » afin de faire respecter le bon ordre à Paris. Gabriel Nicolas de La Reynie est le premier lieutenant général de police, charge qu'il occupe de mars 1667 à janvier 1697. À Louis XIV, Colbert donne la définition de cet officier : « Il faut que notre lieutenant de police soit un homme de simarre et d'épée et si la savante hermine du docteur doit flotter sur ses épaules, il faut aussi qu'à son pied résonne le fort éperon du chevalier, qu'il soit impassible comme le magistrat et comme le soldat intrépide. » En 1709, le roi Louis XIV crée à Paris des postes d'adjoints aux commissaires de police (créés par La Reynie) qui reçoivent l'appellation d'inspecteurs de police. 
La loi du 29 septembre 1791 va créer le corps des officiers de paix : il est créé 24 officiers de police qui porteront le nom d'officiers de paix. Ils sont chargés de veiller à la tranquillité publique. Ils porteront un bâton blanc à la main droite et diront à ceux qu'ils arrêtent : « Je vous ordonne, au nom de la loi, de me suivre devant le juge de paix ». Puis la loi du 12 mars 1829 crée le corps des sergents de ville appelés également « sergents de Paris », première police en uniforme du monde, placé sous l'autorité des officiers de paix, lesdits sergents de ville étant recrutés parmi des anciens militaires, anciens sous-officiers d'active ou anciens caporaux-chefs devenus sergents en tant que réservistes des armées . 
Le grade d'officier de paix à la préfecture de police à Paris était le grade le plus élevé après le commissaire de police. Il fut temporairement supprimé en 1921 car il avait des prérogatives parfois aussi importantes que celles du commissaire de police mais fut restauré en 1936 et il a subi une modification en 1953. Cette année-là, une réforme des grades des officiers de paix a eu lieu. Le grade d'officier de paix devient celui de commandant de police, celui d'inspecteur principal devient officier de paix principal (OPP) et le grade d'inspecteur principal adjoint devient celui d'officier de paix (OP).
Les grades ne se portent plus sur les manches mais sur des épaulettes, le commandant garde un liseré noir sur les manches à hauteur du revers. La tenue noire des officiers en tenue à la Préfecture de police sera réglementaire jusqu'en 1970 (d'où le surnom narquois, dans les rangs de la police parisienne, de « cadres noirs »).
La loi du 9 juillet 1966 instituant la Police nationale unifie les divers services de police en province (ancienne Sûreté Nationale) et les directions et services de la Préfecture de Police à Paris. Elle est la réaction du gouvernement de l'époque, à la suite du fait que certains policiers de la Préfecture de Police auraient agi pour le compte des autorités marocaines en arrêtant à Paris le 29 octobre 1965 devant la brasserie Lipp sans aucun motif Mehdi Ben Barka, principal opposant au roi du Maroc, lesdits policiers le livrant ensuite à des « barbouzes » marocains qui l'ont fait disparaître, le corps n'ayant jamais été retrouvé. La loi du 9 juillet 1966 maintient la division entre le corps des officiers de paix (cadre en tenue) et celui des officiers de police (cadre en civil).
Enfin, en 1972, l'appellation « inspecteur de police » est rétablie pour le corps en civil et ce jusqu' au décret de juin  2005 qui prévoit la création du corps des officiers de police, au 1 er janvier 2006, réunissant les inspecteurs de police et les officiers de paix. Est également créé en 1972 le corps des « enquêteurs de police », adjoints aux inspecteurs de police et qui sont l'équivalent en civil du corps des gardiens de la paix, créé lui en 1871 et succédant au corps des sergents de ville, apparu en 1829.  
Pour ce corps des cadres policiers en civil, les grades étaient : inspecteur, inspecteur principal, inspecteur divisionnaire, chef inspecteur divisionnaire. 
Pour le corps en tenue, les grades étaient : officier de paix, officier de paix principal, commandant, commandant principal (grade supprimé en 1977, les titulaires de ce grade devenant commissaires) et commandant de groupement (grade également supprimé en 1977 et dont les titulaires devinrent commissaires principaux). Les grades de commandant principal et de commandant de groupement - ou commandant régional - avaient été créés par le gouvernement de Vichy pour commander les Groupes Mobiles de réserve, unités de  police mobile de type militarisé : ces deux grades supérieurs à celui de commandant (grade alors sommital pour les policiers en tenue) étaient celui de commandant principal, prévu pour commander au moins deux G.M.R. et celui de commandant régional ou de groupement, destiné à être l'officier commandant les G.M.R. dans l'une des régions, créées par le gouvernement de Vichy en 1941. Le commandant régional des G.M.R. dépendait directement de "  l'Intendant régional de police " , policier de haut rang (contrôleur général de police), chef de toutes les unités en civil ou en tenue de la Police nationale, mise en place à compter d'avril 1941. Ces deux grades ont été maintenus lors de la constitution des C.R.S. en décembre 1944 et ont été également mis en place pour commander les grosses unités de policiers en tenue, au sein des corps urbains de police en province ou au sein de la Préfecture de Police de Paris. Ces deux grades n'existent plus depuis la réforme des corps faite en 1977, sous l'autorité du président Giscard d'Estaing, les commandants principaux devenant  commissaires et les commandants de groupement accédant au grade de commissaires principaux, deuxième grade à l'époque du corps des commissaires de police. De tels grades avaient été maintenus lors de la fusion de la Préfecture de police et de la Sûreté nationale, à la suite de la loi portant unification des forces de police civile le 9 juillet 1966 et mettant alors en place une « Police nationale » reprenant ainsi le nom de la structure créée par la loi du 23 avril 1941 décidée  par le gouvernement de Vichy. 
L'officier de paix avait vocation à commander des gardiens de la paix, policiers en tenue, affectés par exemple en unité de sécurité publique dans les corps urbains en province ou au sein de la direction de la « police municipale » au sein de la Préfecture de Police à Paris ou en Compagnie Républicaine de Sécurité, à compter de la création par le général de Gaulle, de ces unités dites de réserve générale de la Sûreté Nationale, par décret du 8 décembre 1944 et qui étaient la transformation des « forces républicaines de sécurité » créées le 1er septembre 1944 par le Commissaire de la République de Marseille, Raymond Aubrac.  
L'inspecteur, lui, devait s'occuper des affaires d'enquêtes, de recherches et d'investigation et était le supérieur hiérarchique des enquêteurs de police, corps de policiers en civil créé en 1971, corps équivalent à celui des gardiens de la paix, corps créé en 1871 et succédant à l'ancien corps des sergents de Paris ou sergents de ville, créé en 1829 dont le nom était lié au fait que ces policiers en tenue étaient des anciens militaires du grade de sergent ou qui avaient été engagés dans l'armée et rendus à la vie civile en tant que sergent de réserve. C'est pourquoi les sergents de ville portaient l'insigne de sergent, de couleur blanche, sur leur tenue ; cette marque de grade fut maintenue lors de la création du corps des gardiens de la paix en 1871 puis lors de l'apparition du corps de maîtrise et d'application en 2006.

## Statut
- Les officiers de police assurent les fonctions de commandement opérationnel des services et d’expertise supérieure en matière de police et de sécurité intérieure. Ils secondent voire suppléent les commissaires de police dans l’exercice de leurs fonctions, hormis les cas où la loi prévoit expressément l’intervention du commissaire. Ils ont également vocation à exercer des fonctions de direction de certains services.
- Dans l’exercice des fonctions définies à l’alinéa précédent, les officiers de police se voient conférer l’autorité sur l’ensemble des personnels qu’ils commandent. Ils assurent le commandement des fonctionnaires du corps d’encadrement et d’application de la Police nationale.
- Les officiers de police exercent les attributions qui leur sont conférées par le code de procédure pénale et les textes réglementaires spécifiques à leur service d’emploi, notamment en matière de discipline et de formation. Ils peuvent être chargés d’enquêtes, de missions d’information et de surveillance dans les services actifs de police et être appelés à exercer leurs fonctions dans les établissements publics administratifs placés sous la tutelle du ministre de l’Intérieur.
- Ils sont dotés d’une tenue d’uniforme, qui n'est évidemment pas portée pour les personnels servant en service de police judiciaire et en service de renseignement.
- Ils ont droit au port de l’écharpe tricolore.
- Ils sont nommés par arrêté du ministre de l’Intérieur.

## Grades
Le corps de commandement de la police nationale comprend trois grades et un emploi fonctionnel : 
- Élève officier durant les six premiers mois de la scolarité à l'École nationale supérieure de police ;
- capitaine de police stagiaire, du 7e au 18e mois de scolarité à l'École nationale supérieure de police ;
- capitaine de police avec appellation de « lieutenant » pendant 4 ans après la titularisation ;
- Capitaine de police ;
- Commandant de police ;
- Commandant divisionnaire : accessible aux commandants, pour des postes à fonctions supérieures et fonctionnelles

Le troisième grade est celui de commandant divisionnaire, accessible notamment après un détachement sur un emploi de commandant ou l'occupation de postes à responsabilité en tant que commandant. Il ne remplace pas l'emploi fonctionnel (appellation de « commandant divisionnaire fonctionnel ») accessible à partir de deux ans dans le grade de commandant, lequel correspond aux fonctions sommitales du corps (chef de circonscription en sécurité publique, fonction pouvant aussi être exercée par des commissaires de police, dans divers services de police).
Le corps de commandement est donc hiérarchisé en trois grades avec un emploi fonctionnel, en parfaite corrélation avec la catégorie A de la fonction publique (attachés d'administration et corps équivalents recrutant par concours externe avec un diplôme sanctionnant au minimum trois années d'études supérieures, après le baccalauréat de l'enseignement secondaire), et notamment avec le corps des officiers de la Gendarmerie nationale.

## Recrutement
Le recrutement des officiers de police se fait pour moitié par un concours externe ouvert aux titulaires d'une licence. L'autre moitié des postes est réservée aux fonctionnaires déjà titulaires répartis comme suit : 20 % par concours, 25 % par la voie d'accès professionnelle ouverte aux brigadiers de police ayant deux ans d'ancienneté dans le grade minimum et aux grades supérieurs et 5 % au choix parmi les majors (au vu des dispositions de l' article 6 du décret 2005-716). 
L'article 17 du décret no 2005-716 du 29 juin 2005 précise également un recrutement via la mobilité (ou passerelle) de la fonction publique : « Peuvent être placés en position de détachement dans le corps de commandement de la Police nationale les fonctionnaires civils de l'État ou des établissements publics administratifs qui lui sont rattachés, appartenant à la catégorie A ou d'un niveau équivalent, et appartenant à un corps dont l'indice terminal est équivalent au dernier échelon de l'emploi fonctionnel de commandant de police. »

## Formation
Les candidats admis au concours sont nommés élèves-officiers. Ils suivent une formation de 18 mois. La scolarité s'effectue à l'École nationale supérieure de la police (ENSP), site de Cannes-Écluse. Elle alterne formation en école et stages en services actifs. Les élèves doivent s'engager à rester au service de l'État durant cinq ans.
L'affectation à la sortie de l'école dépend du rang de classement dans la promotion et des postes proposés par l'administration dans les différents services de la Police nationale. Les capitaines stagiaires sont ensuite, s'ils sont jugés aptes, titularisés au grade de capitaine de police (dont l'appellation est « lieutenant » les 4 premières années). Le concours interne de commissaire de police étant ouvert à tout agent public comptant au moins 4 ans de service, ils peuvent passer ce concours une fois l'ancienneté acquise.
Le salaire d'un officier commence à plus de 2 700 euros net mensuel, pour atteindre près de 5 400 euros net mensuel au grade sommital, en fin de carrière.